# Mary Kay Bergman
Mary Kay Bergman, född 5 juni 1961 i Los Angeles, Kalifornien, död 11 november 1999 i Venice, Los Angeles, Kalifornien, var en amerikansk röstskådespelerska som var mest känd för sina roller på den animerade serien South Park.

## Filmografi (urval)
- 1999 – South Park - Bigger, longer & uncut (röster)
- 1998 – Scooby-Doo på Zombieön (röst)
- 1997-1999 - South Park (röster i TV-serie)
- 1997 – Herkules (röster)
- 1996 – Ringaren i Notre Dame (röster)
- 1991 – Skönheten och odjuret (röst)

## Död
Bergman led av depressioner och ångest och begick självmord i sin lägenhet i West Los Angeles, Kalifornien den 11 november 1999. Hennes man Dino Andrade och en vän hittade kroppen och ett självmordsbrev. De bildade sedan Mary Kay Bergman Memorial Fund som bidrar till Suicide Prevention Center på Didi Hirsch Community Mental Health Center.
Efter Bergmans död tog Eliza Schneider över hennes roller i South Park. Grey DeLisle tog över som Daphne Blake i Scooby-Doo och Tara Strong tog över som Timmy Turner i Fairly Odd Parents.